# Arcade (Treviso)
Arcade é uma comuna italiana da região do Vêneto, província de Treviso, com cerca de 5.500 habitantes. Estende-se por uma área de 8 km², tendo uma densidade populacional de 688 hab/km². Faz fronteira com Giavera del Montello, Nervesa della Battaglia, Povegliano, Spresiano, Villorba.

## Demografia
| Variação demográfica do município entre 1861 e 2011                               |
|                                                                                   |
| Fonte: Istituto Nazionale di Statistica (ISTAT) - Elaboração gráfica da Wikipedia |